# Русский Мелекесс
Русский Мелекесс — село в Мелекесском районе Ульяновской области России. Входит в состав Тиинского сельского поселения.

## География
Село находится в восточной части Левобережья, в лесостепной зоне, в пределах Низкого Заволжья, на левом берегу реки Мелекесс, на расстоянии примерно 6 километров (по прямой) к северо-северо-западу (NNW) от города Димитровграда, административного центра района. Абсолютная высота — 111 метров над уровнем моря.
Климат
Климат характеризуется как умеренно континентальный, с тёплым летом и умеренно холодной зимой. Средняя температура воздуха самого тёплого месяца (июля) — 20 °C (абсолютный максимум — 39 °C); самого холодного (января) — −13,8 °C (абсолютный минимум — −47 °C). Продолжительность безморозного периода составляет в среднем 131 день. Среднегодовое количество атмосферных осадков составляет 406 мм. Снежный покров образуется в конце ноября и держится в течение 145 дней.
Часовой пояс
Село Русский Мелекесс, как и вся Ульяновская область, находится в часовой зоне МСК+1. Смещение применяемого времени относительно UTC составляет +4:00.

## История
Село возникло в конце XVII века. 
В начале XVIII века была построена деревянная Покровская церковь и село стали называть по церкви.
В 1780 году село Покровское Мелекес тож, при речке Мелекесе, ясашных крестьян, крещёных чуваш, из Казанского уезда вошло в состав Ставропольского уезда Симбирского наместничества.
В 1792 году, на средства прихожан, была построена новая однопрестольная деревянная Покровская церковь.
На 1859 год, село Русский Мелекес, удельных крестьян, при реке Мелекес, во 2-м стане Ставропольского уезда.

## Население
| 1859 | 1889 | 1897 | 1910  | 2010 |
| ---- | ---- | ---- | ----- | ---- |
| 569  | ↗889 | ↗905 | ↗1017 | ↘953 |

Национальный состав
Согласно результатам переписи 2002 года, в национальной структуре населения русские составляли 71 % из 926 чел.